# Fiat 24-32 HP
Der Fiat 24-32 HP war 1903 Fiats erstes Modell in der Oberklasse.
Viele Elemente teilte er sich mit dem Fiat 16-24 HP. Andererseits wurden Komponenten in Fiats erstem Lkw, dem Fiat 24 HP, verwendet. Außerdem basierte höher positionierte Fiat 60 HP, der ab 1904 produziert wurde, auf dem Fiat 24-32 HP. Bis Ende 1905 wurden im Werk Corso Dante in Turin mehr als 400 Exemplare in drei unterschiedlichen Serien produziert. Um die Arbeit von Karosseriebauunternehmen zu erleichtern, wurde das Fahrzeug mit drei Radständen angeboten: kurz, mittel und lang. Die verfügbaren Karosserievarianten waren Phaeton und Torpedo. Zudem gab es erstmals in der Automobilgeschichte eine Landaulet-Version. Ebenso neu waren die Bedienung mit Gaspedal am Fahrzeugboden sowie eine Kupplung und ein Schaltgetriebe mit vier Vorwärtsgängen und Rückwärtsgang. Der Wagen hatte einen Vierzylinder-Ottomotor mit 6371 cm³ Hubraum und 32 PS Leistung sowie Hinterradantrieb mit Ketten. In der zweiten Serie ab 1904 wurde dieser Motor für niedrigeren Verbrauch bei gleicher Leistung auf 6902 cm³ vergrößert. Die Serie 3 ab 1905 hatte einen weiter auf 7363 cm³ vergrößerten Motor, um den Verbrauch zu senken und das Drehmoment zu verbessern. 1906 wurde die Baureihe vom Fiat 24-40 HP abgelöst.

## Fiat 24 HP Corsa
Der Fiat 24 HP Corsa war, im Gegensatz zu den Vorgängern 6 und 12 HP Corsa, ein speziell für den Renneinsatz entwickeltes Modell. Das Chassis war aus Stahl statt aus Holz und der spezielle Aufbau brachte eine Gewichtsreduktion auf 450 kg. Mit dem 7238-cm³-Motor, gesteigert auf 40 PS Leistung, wurde die für die damalige Zeit hohe Geschwindigkeit von 100 km/h erreicht. Vincenzo Lancia als Fahrer dominierte mit dem Fahrzeug lange alle Rennen und Fiat gewann beträchtlich an Bekanntheit und Ansehen. Er siegt mit dem 24 HP Corsa 1902 bei den Bergrennen Colle Torinesi von Sassi nach Superga über 4,5 km und Susa–Moncenisio (22,6 km).